# Tête Blanche
Tête Blanche är ett berg i Schweiz.   Det ligger i distriktet Hérens och kantonen Valais, i den södra delen av landet, 110 km söder om huvudstaden Bern. Toppen på Tête Blanche är 3 710 meter över havet, eller 145 meter över den omgivande terrängen. Bredden vid basen är 1,3 km.
Terrängen runt Tête Blanche är huvudsakligen bergig, men den allra närmaste omgivningen är kuperad. Runt Tête Blanche är det glesbefolkat, med 20 invånare per kvadratkilometer.. Närmaste större samhälle är Zermatt, 13,9 km öster om Tête Blanche. 
Trakten runt Tête Blanche består i huvudsak av gräsmarker.